# Inegalitate socială

Harta mondială care indică indicele de dezvoltare umană ajustat în funcție de inegalitate în 2014. Acest indice captează dezvoltarea umană a persoanei medii în societate, care este mai mică decât atunci când există inegalitate în distribuția sănătății, educației și veniturilor.

Inegalitatea socială poate fi definită ca o stare de dezechilibru în relațiile interumane, în care anumiți indivizi/grupuri sociale reușesc, deseori prin reglementări legale, să obțină beneficii sociale  nemeritate, supraevaluate, în raport cu munca prestată. Inegalitatea socială reprezintă cauza principală care conduce la sărăcie și generează nemulțumire în rândul indivizilor și al grupurilor sociale. 

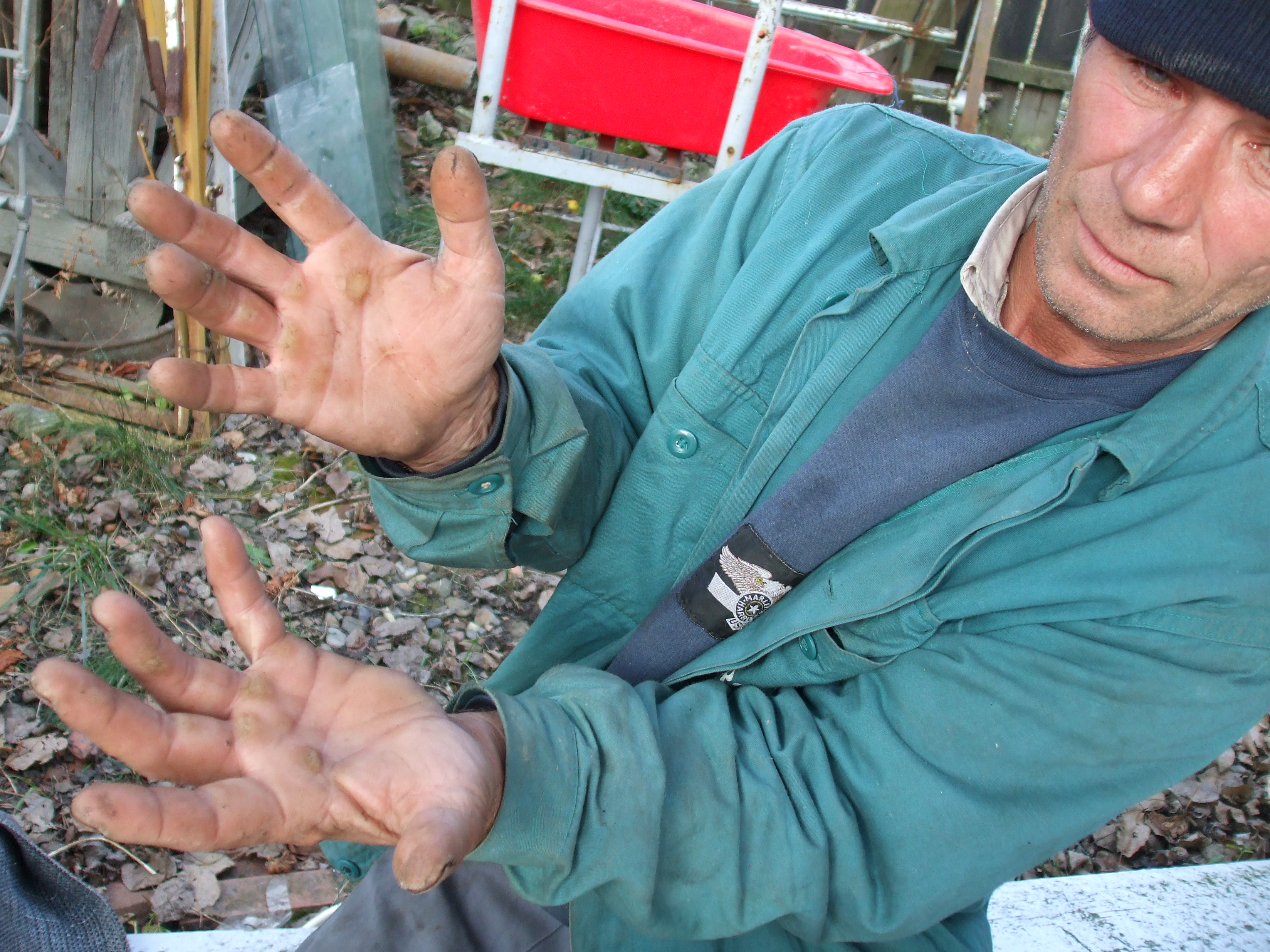
Munca fizică, subevaluată la plata salariului, și-a pus amprenta și asupra mâinilor harnice...

Ea se manifestă prin accesul diferențiat al membrilor unei societăți la resursele naturale existente, precum și la o distribuire echitabilă a rezultatelor  producției de bunuri materiale și servicii sociale. Baza inegalității pornește de la un  sistem de salarizare care nu reflectă gradul de participare al indivizilor și eficiența obținută în sfera producției materiale și a serviciilor sociale, la care se adaugă  politicile fiscale guvernamentale de redistribuire a plusvalorii create, care avantajează anumiți indivizi sau /și grupuri sociale în detrimentul altora. Inegalitatea socială conduce la o diferențiere a accesului indivizilor la bunurile materiale și spirituale create, la care se adaugă influența unor factori culturali care generează inegalitate, cum ar fi ideile preconcepute regăsite în credințe religioase, cu privire la rasa umana, etnie, sex, vârstă, orientare sexuală și clasă, etc. Drepturile sociale cuprind drepturile individuale, privite ca rezultat direct al efortului în munca depusă cât și cele rezultate din redistribuirea, prin politici fiscale, a plusvalorii create. Asadar, drepturile sociale se regăsesc parțial în piața reglementată a forței de muncă, reprezentând principala sursă a veniturilor populației. De asemenea, în drepturile sociale este inclusă  asistența medicală și libertatea de exprimare, educația, reprezentarea politică și participarea. Inegalitatea socială este strâns legată de inegalitatea economică. Este analizată, de obicei, pe baza distribuției inegale a venitului sau a bogăției, fiind un tip de inegalitate socială frecvent studiat deoarece influențează progresul economic și echilibrul social al oricărui tip de societate. Deși disciplinele economiei și sociologiei folosesc, în general, abordări teoretice diferite pentru a examina și explica inegalitatea economică, ambele domenii sunt implicate activ în cercetarea acestei inegalități, principalul factor analizat fiind dinamica veniturilor realizate de anumite categorii sociale pe diverse perioade, corelate cu inflația și alți factori sociali. Cu toate acestea, resursele sociale și naturale, altele decât resursele pur economice, sunt, de asemenea, distribuite inegal în majoritatea societăților, contribuind astfel la modificări structurale permanente în statutul social, generate de dinamismul economic și social. Normele de alocare, regăsite în structura bugetară aprobată anual pot, de asemenea, să afecteze la nivel național distribuirea drepturilor și privilegiilor, puterea socială, accesul la bunurile publice, cum ar fi educația sau sistemul judiciar, locuințele adecvate, transportul, creditarea și serviciile financiare, cum ar fi serviciile bancare și alte bunuri și servicii sociale. Inegalitatea socială este generată, în principal, de politica salarială și fiscală adoptată de un anumit guvern (într-o anumită etapă istorică) și care asigură anumite avantaje materiale unor grupuri de indivizi (lucrători, pensionari etc) în detrimentul altora. Inegalitatea socială generează nemulțumire, fiind una din cauzele principale ale exodului  forței  de muncă, în special „exodul creierelor”. Pentru atenuarea inegalităților sociale se impune un sistem echitabil de salarizare, bazat pe criterii obiective, măsurabile, funcție de aportul social adus și eficiența economică a fiecărui tip de activitate. Alături de un sistem de salarizare echitabil se impune și un sistem de impozitare diferențiată, pe categorii de venituri și funcție de mărimea și structura acestuia. Impozitul progresiv, combinat cu o strategie de dezvoltare și cointeresare materială sunt baza progresului social. Deseori diferența între națiuni este generată nu atât de resursele materiale pe care la are la dispozitie, cât, mai ales, de sistemul de organizare și cointeresare materială adoptat. Diferențele mari de venituri nejustificate între membrii unei societăți și neajustate printr-un sistem de impozitare echitabil generează mari dezechilibre în economie și nemulțumiri sociale. Evident că nu putem să vorbim despre egalitate economică, fiindcă oamenii sunt diferiți din multe puncte de vedere (nivel de instruire, îndemânare, dorință de perfecționare etc) și cu aport diferit la realizarea de bunuri materiale și servicii sociale, însă trebuie urmărită o "inegalitate optimizată " (care urmărește, pe termen lung, interesele tuturor membrilor unei societăți), în care să fie încurajată munca și descurajată indiferența și delăsarea. Inegalitatea socială poate fi măsurată printr-un sistem de indicatori economico-sociali, astfel încât să fie asigurată egalitatea de șanse a fiecărui individ în afirmarea dorințelor și năzuințelor sale de împlinire materială , socială și morală. Multe societăți din întreaga lume pretind a fi meritocrații - adică societățile lor distribuie exclusiv resurse bazate pe merit, lucru care reprezintă practic o utopie, deoarece sunt prea mulți factori subiectivi în relațiile interumane tot mai complexe, greu de măsurat și anticipat. Termenul „meritocrație” a fost inventat de Michael Young în 1958 eseul său distopic „The Rise of the Meritocracy” pentru a demonstra disfuncțiile sociale pe care le-a anticipat apărute în societățile în care elitele cred că acestea sunt de succes în întregime pe bază de merit, astfel încât adoptarea acestui termen în engleză, fără conotații negative, este ironic; Young a fost îngrijorat de faptul că sistemul tripartit de educație practicat în Regatul Unit în momentul în care a scris eseul considerat merit a fi „efortul inteligenței plus, posesorii... identificat la o vârstă fragedă și selectat pentru o educație intensivă adecvată „și că” obsesia cu cuantificarea, testarea și calificările” pe care o susține ar crea o educație de elită de clasă mijlocie în detrimentul educației clasei muncitoare, conducând în mod inevitabil la nedreptate și - în cele din urmă - la revoluție. O reprezentare modernă a genului de „meritocrație” de care Young se teme poate fi văzut în serialul 3%.

## Legături externe
- Inequality watch
- "Wealth Gap" - A Guide Arhivat în 14 iulie 2014, la Wayback Machine. (January 2014), AP News
- Guardian.com/business/2015/jan/19/global-wealth-oxfam-inequality-davos-economic-summit-switzerland New Oxfam report says half of global wealth held by the 1% (2015-01-19). "Oxfam warns of widening inequality gap." The Guardian
- How Much More (Or Less) Would You Make If We Rolled Back Inequality? (January 2015). "How much more (or less) would families be earning today if inequality had remained flat since 1979?" National Public Radio
- OECD - Education GPS: Gender differences in education